# Marcelo Barovero
Marcelo Alberto Barovero, né le 18 février 1984 dans la province de Córdoba (Argentine), est un footballeur argentin. Il évolue au poste de gardien de but au Atlético San Luis. Il est notamment passé par le River Plate, avec lequel il remporte la Copa Libertadores 2015, et arrive en finale de la Coupe du monde des clubs de la FIFA 2015, remportée par le FC Barcelone.

## Carrière

### Jeunesse
Marcelo Barovero commence le football dans sa ville natale, Porteña (es), située au centre de l'Argentine. Il rejoint ensuite l'Atlético de Rafaela, où il joue d'abord dans les catégories de jeunes.

### Atlético de Rafaela (2003-2007)
Barovero commence sa carrière en 2003 à l'Atlético de Rafaela, qui joue alors en deuxième division argentine. Cette même année, l'équipe est promue en première division, mais Barovero n'est que le troisième gardien de l'équipe derrière Ángel Comizzo et Ezequiel Medrán (es). Cependant, le départ de ces deux joueurs à la fin de la saison 2003-2004 à la suite de la relégation de l'équipe en deuxième division lui permet de devenir titulaire. Ainsi, jusqu'à la fin de la saison 2006-2007, il totalise 119 matchs avec Rafaela.

### CA Huracán (2007-2008)
Il est recruté en 2007 par le CA Huracán, et y découvre la première division en tant que gardien titulaire. Il dispute les trente-huit matchs de championnat de son équipe lors de la saison 2007-2008.

### Vélez Sarsfield (2008-2012)
À la fin de cette saison, il rejoint le CA Vélez Sarsfield, où il est en concurrence avec Germán Montoya (es). C'est ce dernier qui lui est d'abord préféré : lors de ses deux premières saisons au club, il joue seulement vingt matchs de championnat, et ne participe qu'à un seul match au niveau continental. Il devient titulaire lors du tournoi d'ouverture 2010 : il y remporte le prix Ubaldo Fillol, qui récompense le gardien ayant le plus petit ratio de buts encaissés par match, et remporte de nouveau ce prix lors du tournoi de clôture 2011 durant lequel le Vélez Sarsfield devient champion d'Argentine. Il dispute également les douze rencontres de son équipe en Copa Libertadores jusqu'en demi-finales. Il quitte le club à la fin de la saison 2011-2012. 

### River Plate (2012-2016)
En juillet 2012, Barovero est transféré au Club Atlético River Plate. Le club vient de finir champion de deuxième division argentine, alors qu'il y avait été relégué pour la première fois de son histoire en 2011. Dès son arrivée, il s'impose en tant que gardien titulaire, et remporte pour la troisième fois le prix Ubaldo Fillol lors du tournoi Inicial 2013-2014. Après avoir remporté le tournoi Final 2013-2014, River Plate gagne la Copa Sudamericana 2014, et Barovero obtient ainsi le premier titre continental de sa carrière. En 2015, l'équipe remporte la Copa Libertadores ce qui lui permet de se qualifier pour la Coupe du monde des clubs 2015 ; lors de cette compétition, River Plate élimine le Sanfrecce Hiroshima en demi-finales, mais s'incline en finale face au champion d'Europe 2015, le FC Barcelone.

### Necaxa (depuis 2016)
En avril 2016, le club mexicain de Veracruz annonce avoir trouvé un accord avec River Plate pour le transfert de Marcelo Barovero à la fin de la saison 2015-2016, mais le président de Veracruz Kuri Mustieles indique en mai 2016 que le contrat ne sera finalement pas signé. Finalement, le Club Necaxa annonce le 9 juin 2016 avoir recruté le gardien argentin avec un contrat de trois ans.

## Statistiques
| Saison                | Club                  | Championnat           | Championnat | Championnat | Championnat | Coupe(s) nationale(s) | Coupe(s) nationale(s) | Coupe(s) nationale(s) | Supercoupe | Supercoupe | Supercoupe | Compétition(s) continentale(s) | Compétition(s) continentale(s) | Compétition(s) continentale(s) | Compétition(s) continentale(s) | Autres compétitions | Autres compétitions | Autres compétitions | Autres compétitions | Total | Total | Total |
| Saison                | Club                  | Division              | M.          | B.          | P.d.        | M.                    | B.                    | P.d.                  | M.         | B.         | P.d.       | Comp.                          | M.                             | B.                             | P.d.                           | Comp.               | M.                  | B.                  | P.d.                | M.    | B.    | P.d.  |
| 2003-2004             | Atlético Rafaela      | 1 (Ap. • Cl.)         | -           | 0           | 0           | -                     | -                     | -                     | -          | -          | -          | -                              | -                              | -                              | -                              | -                   | -                   | -                   | -                   | 0     | 0     | 0     |
| 2004-2005             | Atlético Rafaela      | 2                     | -           | 0           | 0           | -                     | -                     | -                     | -          | -          | -          | -                              | -                              | -                              | -                              | -                   | -                   | -                   | -                   | 0     | 0     | 0     |
| 2005-2006             | Atlético Rafaela      | 2                     | -           | 0           | 0           | -                     | -                     | -                     | -          | -          | -          | -                              | -                              | -                              | -                              | -                   | -                   | -                   | -                   | 0     | 0     | 0     |
| 2006-2007             | Atlético Rafaela      | 2                     | -           | 0           | 0           | -                     | -                     | -                     | -          | -          | -          | -                              | -                              | -                              | -                              | -                   | -                   | -                   | -                   | 0     | 0     | 0     |
| Sous-total            | Sous-total            | Sous-total            | 119         | 0           | 0           | -                     | -                     | -                     | -          | -          | -          | -                              | -                              | -                              | -                              | -                   | -                   | -                   | -                   | 119   | 0     | 0     |
| 2007-2008             | CA Huracán            | 1 (Ap. • Cl.)         | 38          | 0           | 0           | -                     | -                     | -                     | -          | -          | -          | -                              | -                              | -                              | -                              | -                   | -                   | -                   | -                   | 38    | 0     | 0     |
| Sous-total            | Sous-total            | Sous-total            | 38          | 0           | 0           | -                     | -                     | -                     | -          | -          | -          | -                              | -                              | -                              | -                              | -                   | -                   | -                   | -                   | 38    | 0     | 0     |
| 2008-2009             | Vélez Sarsfield       | 1 (Ap. • Cl.)         | 9           | 0           | 0           | -                     | -                     | -                     | -          | -          | -          | -                              | -                              | -                              | -                              | -                   | -                   | -                   | -                   | 9     | 0     | 0     |
| 2009-2010             | Vélez Sarsfield       | 1 (Ap. • Cl.)         | 11          | 0           | 0           | -                     | -                     | -                     | -          | -          | -          | CL                             | 1                              | 0                              | 0                              | -                   | -                   | -                   | -                   | 12    | 0     | 0     |
| 2010-2011             | Vélez Sarsfield       | 1 (Ap. • Cl.)         | 35          | 0           | 0           | -                     | -                     | -                     | -          | -          | -          | CS+CL                          | 1+12                           | 0                              | 0                              | -                   | -                   | -                   | -                   | 48    | 0     | 0     |
| 2011-2012             | Vélez Sarsfield       | 1 (Ap. • Cl.)         | 35          | 0           | 0           | -                     | -                     | -                     | -          | -          | -          | CS+CL                          | 8+9                            | 0                              | 0                              | -                   | -                   | -                   | -                   | 52    | 0     | 0     |
| Sous-total            | Sous-total            | Sous-total            | 90          | 0           | 0           | -                     | -                     | -                     | -          | -          | -          | -                              | 31                             | 0                              | 0                              | -                   | -                   | -                   | -                   | 121   | 0     | 0     |
| 2012-2013             | River Plate           | 1                     | 34          | 0           | 0           | -                     | -                     | -                     | -          | -          | -          | -                              | -                              | -                              | -                              | -                   | -                   | -                   | -                   | 34    | 0     | 0     |
| 2013-2014             | River Plate           | 1 • Tr.               | 33          | 0           | 0           | 1                     | 0                     | 0                     | 1          | 0          | 0          | CS+CS                          | 5+10                           | 0                              | 0                              | -                   | -                   | -                   | -                   | 50    | 0     | 0     |
| 2015                  | River Plate           | 1                     | 38          | 0           | 0           | 1                     | 0                     | 0                     | -          | -          | -          | RS+CL+CS                       | 2+12+6                         | 0                              | 0                              | CSB+CMC             | 1+2                 | 0                   | 0                   | 62    | 0     | 0     |
| 2016                  | River Plate           | 1                     | 13          | 0           | 0           | -                     | -                     | -                     | -          | -          | -          | CL                             | 8                              | 0                              | 0                              | -                   | -                   | -                   | -                   | 21    | 0     | 0     |
| Sous-total            | Sous-total            | Sous-total            | 118         | 0           | 0           | 2                     | 0                     | 0                     | 1          | 0          | 0          | -                              | 43                             | 0                              | 0                              | -                   | 3                   | 0                   | 0                   | 167   | 0     | 0     |
| 2016-2017             | Club Necaxa           | 1 (Ap. • Cl.)         | 34          | 0           | 0           | 4                     | 0                     | 0                     | -          | -          | -          | -                              | -                              | -                              | -                              | -                   | -                   | -                   | -                   | 38    | 0     | 0     |
| Sous-total            | Sous-total            | Sous-total            | 34          | 0           | 0           | 4                     | 0                     | 0                     | -          | -          | -          | -                              | -                              | -                              | -                              | -                   | -                   | -                   | -                   | 38    | 0     | 0     |
| Total sur la carrière | Total sur la carrière | Total sur la carrière | 360         | 0           | 0           | 2                     | 0                     | 0                     | 1          | 0          | 0          | -                              | 68                             | 0                              | 0                              | -                   | 3                   | 0                   | 0                   | 434   | 0     | 0     |

## Palmarès

### En club
| Atlético de Rafaela : - Championnat d'Argentine de D2 : - Champion : 2002-2003 Vélez Sarsfield : - Championnat d'Argentine : - Champion : Cl. 2009, Cl. 2011 - Vice-champion : Ap. 2010 - Troisième : Ap. 2011, Cl. 2012 | River Plate : - Championnat d'Argentine : - Champion : Fi. 2013-2014 - Vice-champion : Fi. 2012-2013, Tr. 2014 - Supercoupe d'Argentine : - Finaliste : 2014 - Copa Libertadores : - Vainqueur : 2015 - Copa Sudamericana : - Vainqueur : 2014 - Recopa Sudamericana : - Vainqueur : 2015 - Coupe Suruga Bank : - Vainqueur : 2015 |

### Distinctions personnelles
| Vélez Sarsfield : - Prix Ubaldo Fillol : Ap. 2010, Cl. 2011 | River Plate : - Prix Ubaldo Fillol : 2013-2014, Tr. 2014 |